# Bahnhof Wuppertal-Ottenbruch
Der Bahnhof Wuppertal-Ottenbruch ist ein ehemaliger Bahnhof in Wuppertal. Er befindet sich an der 1879 eröffneten, jedoch in diesem Abschnitt weitgehend stillgelegten und zu einem Bahntrassenradweg umgebauten Strecke Düsseldorf-Derendorf–Dortmund Süd („Wuppertaler Nordbahn“). Er ist durch seine teilweise schieferverkleideten Fachwerkkonstruktion markant und wurde zuletzt gastronomisch genutzt. Benannt ist er nach der Ortslage Ottenbruch.
Das Bahnhofsgebäude ist seit 1985 als Baudenkmal eingetragen.

## Trivia
Die Rückseite des Gebäudes mit den Bahngleisen diente dank der nie erfolgten Modernisierung nach dem Zweiten Weltkrieg gelegentlich als Schauplatz für Außenszenen von Filmen, die in der Vorkriegszeit spielen.
Im März 1993 wurde hier das Jazzalbum Demon Chaser des Gerry-Hemingway-Quintetts aufgenommen.

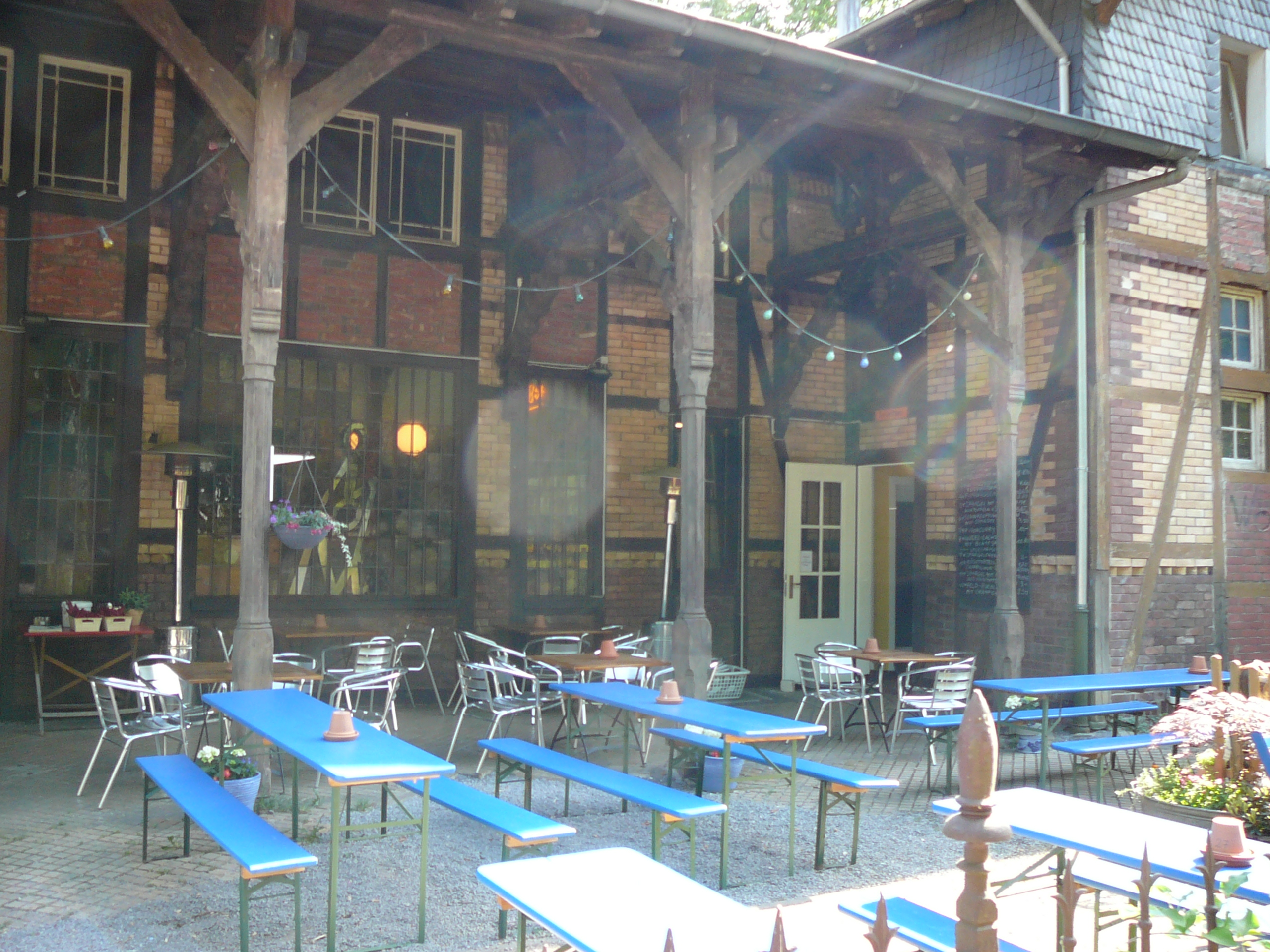
Rückseite am ehemaligen Bahnsteig
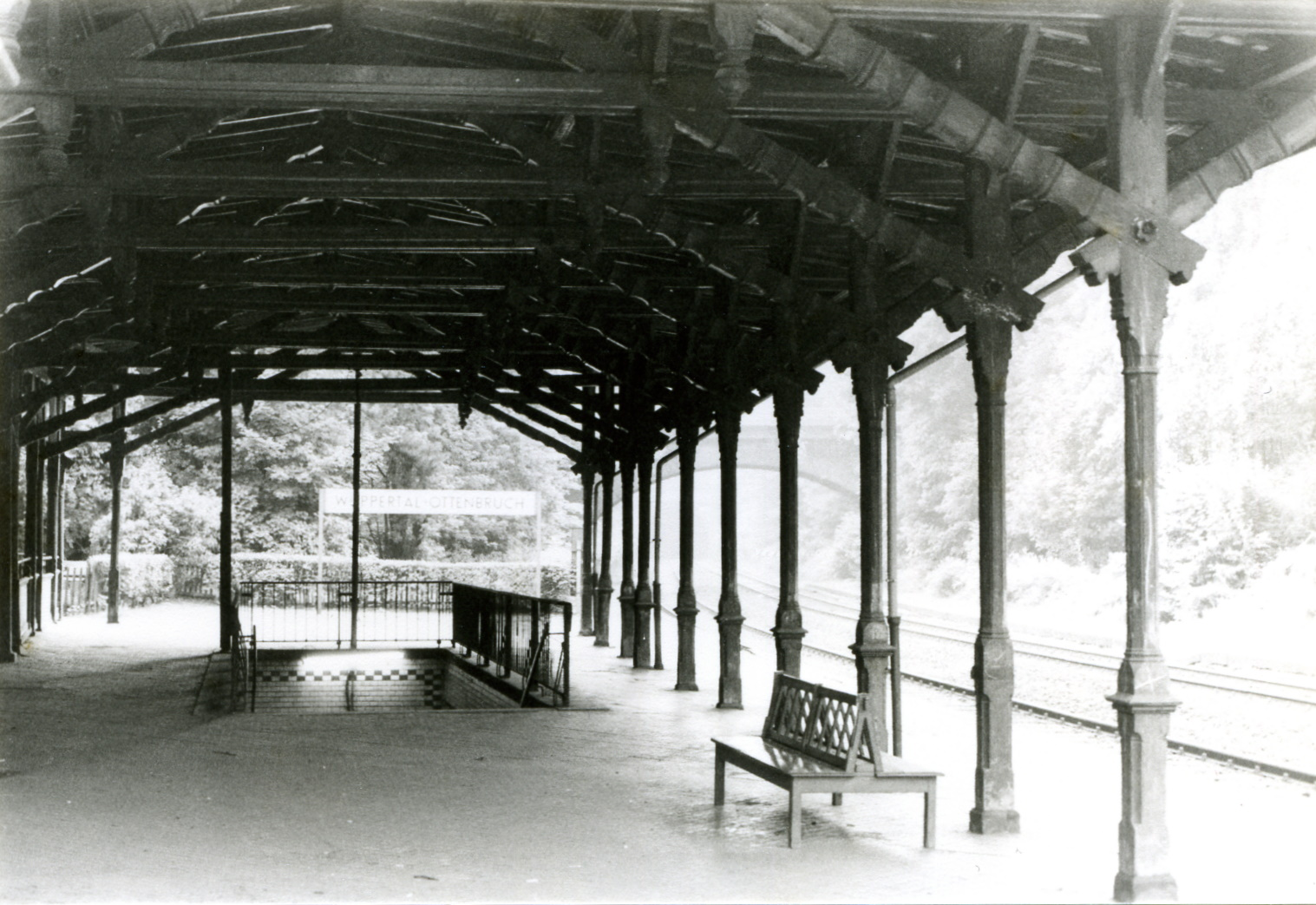
Historische Bahnsteigüberdachung des Ottenbrucher Bahnhofs